# Matinha
Matinha là một đô thị thuộc bang Maranhão, Brasil. Đô thị này có diện tích 408,726 km², dân số năm 2007 là 20051 người, mật độ 49,06 người/km².